# Mohammed Ahmad Hussein

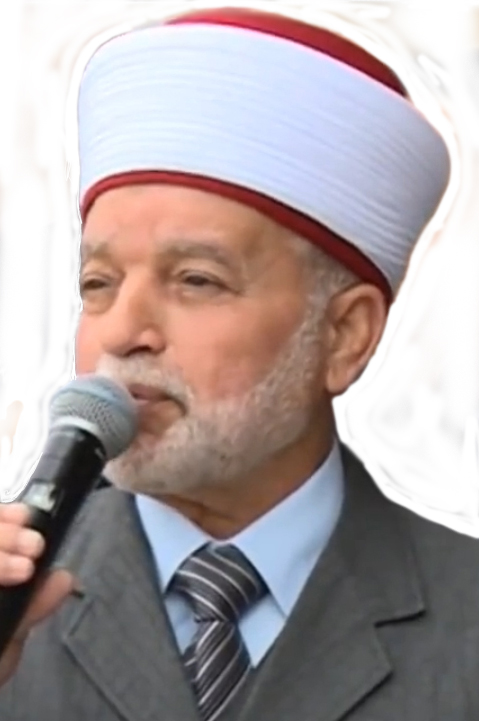
Mohammed Ahmad Hussein, 2014

Mohammed Ahmad Hussein is de huidige grootmoefti van Jeruzalem (Al-Quds) sinds juli 2006. 
De grootmoefti is de belangrijkste Islam-geestelijke. Mohammed Ahmad Hussein is de zevende Palestijnse grootmoefti van Jeruzalem. Hij werd benoemd door Mahmoud Abbas, de president van Palestina. Zijn voorganger was Ekrima Sa'id Sabri.
In maart 2017 protesteerde Hussein tegen een nieuwe Israëlische wet, de Muezzin Bill, die de oproep tot gebed via luidsprekers verbood voor alle moskeeën op de gehele Westelijke Jordaanoever. Benjamin Netanyahu stond achter de wet omdat hij vond dat de oproep excessief 'lawaai' maakte. Behalve moslims bekritiseerden ook vele christenen en joden deze wet. 
De Jordaanse minister van Mediazaken zei dat de wet de vrijheid van godsdienst aantast en onacceptabel is, in het bijzonder voor Oost-Jeruzalem en de Al-Aqsamoskee; dat die wet de rechten van de Waqf schendt ten aanzien van bestuur en godsdienstzaken; en dat met deze wet de vredesovereenkomst tussen zijn land en de staat Israël geweld wordt aangedaan.